# Concepció Ferrer
Concepció Ferrer i Casals (ur. 27 stycznia 1938 w Ripoll) – hiszpańska i katalońska polityk, filolog, od 1987 do 2004 deputowana do Parlamentu Europejskiego II, III, IV i V kadencji.

## Życiorys
Absolwentka filologii romańskiej na Uniwersytecie Barcelońskim. Studiowała także na Uniwersytecie w Strasburgu. Pracowała jako wykładowca literatury.
W 1977 wstąpiła do Demokratycznej Unii Katalonii. W 1979 uzyskała mandat radnej Figueres. Od 1980 do 1987 zasiadała w nowo utworzonym Parlamencie Katalonii, w pierwszej kadencji (do 1984) jako jego wiceprzewodnicząca. Pełniła różne kierownicze funkcje partyjne, zajmowała też stanowiska w organach międzynarodowych zrzeszeń ugrupowań chadeckich. Opublikowała kilka książek poświęconych m.in. integracji europejskiej i prawom człowieka.
W 1987 po raz pierwszy objęła mandat posłanki do Parlamentu Europejskiego. W wyborach w 1989, 1994 i 1999 skutecznie ubiegała się o reelekcję. Należała do grupy chadeckiej, pracowała m.in. w Komisji Przemysłu, Handlu Zewnętrznego, Badań Naukowych i Energii. W PE zasiadała do 2004.
W 2012 została drugą zastępczynią rzecznika praw obywatelskich, funkcję tę pełniła do 2021.